# Javiera Parra
Javiera Cereceda Orrego, más conocida como Javiera Parra (Santiago, 19 de mayo de 1968), es una músico y cantante chilena, líder del grupo Javiera y Los Imposibles, hija del cantautor  Ángel Parra y Marta Orrego Matte, y nieta de Violeta Parra, todos miembros de la familia Parra, de larga tradición musical y artística en Chile.

## Biografía
Se ha dedicado profesionalmente a las artes desde su juventud, comenzando como estudiante de danza en Ciudad de México, donde residía junto a su padre en el exilio. Allí comenzó su incursión musical en un dúo amateur junto con su hermano Ángel Parra, llamado Silueta. A su llegada a Chile, integró otros grupos de la escena underground, como Primeros Auxilios y Paraíso Perdido (este último con Andrés Bobe). 
En 1991 ganó el Festival de Viña del Mar junto con Pedro Foncea, con la canción «Tira la primera piedra», original de Edgardo Riquelme, que nunca llegó a editarse y, por ende, tuvo escasa difusión. A fines de los años 1980, se integró a la compañía Gran Circo Teatro, dirigida por Andrés Pérez, donde participó como actriz, cantante y narradora en innumerables obras, entre ellas la popular La Negra Ester. En este contexto conoció a Álvaro Henríquez, quien se convirtió en su pareja sentimental, además de impulsarla a su exitoso debut discográfico con el álbum Corte en trámite (1995), que compuso y produjo, bajo una denominación de banda (Javiera y Los Imposibles). La banda se ha consolidado y ha editado cinco discos de éxito en Chile. Además, ha desarrollado algunos proyectos solistas, como interpretar las canciones de las teleseries Trampas y caretas, La fiera y Tentación, además de participar como invitada en discos de Ángel Parra Trío, Los Jaivas, Glup! y De Saloon, prestando su voz para diversas canciones.
En el tributo a Salvador Allende, El sueño existe, de 2003, interpretó «Compañero Presidente», una de las creaciones de su padre. En 2005 ofició de presentadora para el programa Canción Nacional de Canal 13, además de integrar el trío Malabia, junto con Cristian López, de Los Imposibles, y a la chelista Ángela Acuña, con quien se ha dedicado a musicalizar obras de teatro y películas chilenas. En 2006 apareció en la banda sonora del filme Padre nuestro. A fines del mismo año fue madre de su primer hijo. Apareció en La Yein Fonda junto con su padre y el grupo Los Tres, además de presentarse en La Cumbre del Rock Chileno a principios de 2007. Preparó con Los Imposibles un CD tributo a su abuela, Violeta Parra, a los noventa años de su nacimiento. En marzo de 2008 participó junto con Nicole en el programa radial El Fanshop de Radio Rock & Pop, de contenido variado. En junio del mismo año el programa se canceló, debido a una reestructuración de la emisora.[cita requerida] Ese mismo año participó en un videoclip junto con Nelson Villagra, Manuel García y otros artistas con motivo del centenario de nacimiento del expresidente de Chile Salvador Allende.
A mediados de 2012 junto con su grupo Javiera y Los Imposibles lanzaron el disco titulado El árbol de la vida, un tributo a Violeta Parra que cuenta con la colaboración de Manuel García y que incluye once de los temas más conocidos de la cantautora. El 4 de mayo de 2013 fue una de las fundadoras del movimiento Marca AC, que buscaba redactar una nueva Constitución Política para Chile mediante el establecimiento de una asamblea constituyente. Durante 2015, se desempeñó como coentrenadora en el equipo de Álvaro López en la primera temporada del programa The Voice Chile de Canal 13.[cita requerida]
En 2018, participó en la tercera edición de Ruidosa Fest, el primer festival latinoamericano integrado únicamente por mujeres.

## Discografía

### Con Javiera Parra y Los Imposibles
- 1995 - Corte en trámite
- 1998 - La Suerte
- 2000 - A color
- 2001 - AM
- 2004 - El poder del mar
- 2012 - El árbol de la vida

### Colaboraciones
- 1992 - Antología de la canción revolucionaria, vol. 1 (de Ángel Parra)
- 1993 - Besando El Abismo (de Andreas Bodenhofer)
- 1993 - Todo el amor (de Ángel Parra)
- 1993 - A los niños de Chile (de Ángel Parra)
- 1995 - Amado, apresura el paso (de Ángel Parra)
- 1998 - El insolente (de Ángel Parra)
- 2010 - AB (compilado póstumo de Andrés Bobe, junto a Paraíso perdido)
- 2017 - Las últimas composiciones de Violeta Parra (de Ángel Parra Orrego)
- 2020 - Marichiweu (de CASAPARLANTE, junto a Luanko, Liricistas, NFX, MC Millaray, Flor de Rap, Chystemc, Rou C, Moral Distraída, Escala Mercalli (Banda), La Combo Tortuga, Young Cister y El Sabroso)